# Plagiotremus azaleus
Plagiotremus azaleus là một loài cá biển thuộc chi Plagiotremus trong họ Cá mào gà. Loài này được mô tả lần đầu tiên vào năm 1890.

## Từ nguyên
Tính từ định danh azaleus bắt nguồn từ azăléos (ἀζαλέος) trong tiếng Hy Lạp cổ đại mang nghĩa là "khô, phai màu", hàm ý đề cập đến màu nâu đỏ của loài cá này.

## Phân bố và môi trường sống
P. azaleus có phân bố dọc bờ Đông Thái Bình Dương, từ phía nam bang California (Hoa Kỳ) và vịnh California đến miền trung Perú, bao gồm các hòn đảo ở ngoài khơi.
P. azaleus sống trên các rạn san hô, độ sâu đến ít nhất là 25 m, thường núp trong vỏ giun ống rỗng, thường nhô đầu ra khỏi lỗ.

## Mô tả
Chiều dài chuẩn lớn nhất được ghi nhận ở P. azaleus là 10 cm. Có một sọc nâu dày từ mõm băng qua mắt, dọc theo giữa hai bên cơ thể, với một vạch màu vàng nhạt hoặc trắng ngay phía trên. Vây lưng màu đen, viền ngoài màu trắng xanh. Vùng dưới đầu và bụng màu trắng.
Số gai vây lưng: 7–9; Số tia vây lưng: 31–35; Số gai vây hậu môn: 2; Số tia vây hậu môn: 27–30; Số tia vây ngực: 12–13.

## Sinh thái
P. azaleus là loài chuyên ăn chất nhầy và vảy từ các loài cá khác, dù vậy chúng cũng có thể ăn cả trứng cá. Bên cạnh đó, loài này còn được biết đến với khả năng bắt chước kiểu hình giai đoạn đầu của cá bàng chài Thalassoma lucasanum để dễ dàng tiếp cận con mồi. Ở Vườn quốc gia Cabo Pulmo (phía bờ đông bán đảo Baja California thuộc México), các nhóm P. azaleus còn tấn công cả những loài cá săn mồi hàng đầu như cá mú Mycteroperca rosacea và cá hồng Lutjanus novemfasciatus với số lượng đông cá thể và hung dữ đến mức đẩy những loài cá lớn hơn ra khỏi khu vực đó.
Trứng của P. azaleus có chất kết dính, được gắn vào chất nền thông qua một tấm đế dính dạng sợi. Cá bột là dạng phiêu sinh vật, thường được tìm thấy ở vùng nước nông gần bờ.